# فؤاد رشيد
فؤاد رشيد هو لاعب كرة قدم قمري، ولد في 15 نوفمبر 1991 في مايوت في فرنسا. شارك مع منتخب جزر القمر لكرة القدم. أما مع النوادي، فقد لعب مع نادي فولا إيش ونادي نانسي.

## وصلات خارجية
- فؤاد رشيد على موقع أرشيف الشارخ.
- الموقع الرسمي
- فؤاد رشيد على موقع الاتحاد الدولي (مؤرشف)  (الإنجليزية)
- فؤاد رشيد على موقع رابطة كرة القدم الفرنسية للمحترفين (الإنجليزية)
- فؤاد رشيد على موقع إي إس بي إن إف سي (الإنجليزية)
- فؤاد رشيد على موقع قاعدة بيانات كرة القدم.إي يو (الإنجليزية)
- فؤاد رشيد على موقع ليكيب (الفرنسية)
- فؤاد رشيد على موقع ناشيونال فوتبول تيمز (الإنجليزية)
- فؤاد رشيد على موقع Soccerway.com (الإنجليزية)